# Ozark, Arkansas
Ozark là một thành phố thuộc quận Franklin, tiểu bang Arkansas, Hoa Kỳ. Năm 2010, dân số của thành phố này là 3684 người.

## Dân số
- Dân số năm 2000: 3525 người.
- Dân số năm 2010: 3684 người.